# Federación Mundial de la Juventud Democrática

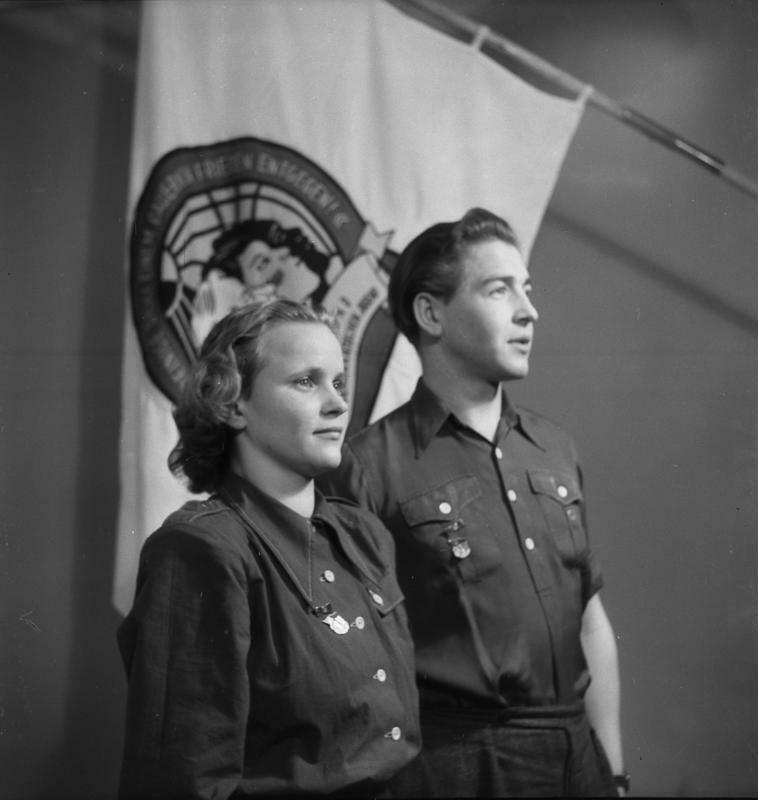
Dos jóvenes de la República Democrática Alemana, militantes de la FDJ, posan junto a una bandera de la Federación Mundial de la Juventud Democrática, 1950

La Federación Mundial de la Juventud Democrática (FMJD) es una organización juvenil reconocida por la Organización de las Naciones Unidas (ONU) como una ONG juvenil internacional. Fue fundada en 1945 en Londres al finalizar sus sesiones la Conferencia Mundial Juvenil, como un amplio movimiento internacional de juventudes en el marco del fin de la Segunda Guerra Mundial. No obstante, con el inicio de la Guerra Fría, prácticamente todas las organizaciones de países capitalistas se retiraron de la FMJD por su asociación con partidos comunistas y socialistas alineados con la Unión Soviética. Su actual dirección está formada por el secretario general, que es Yusdaquy Larduet, de la Unión de Jóvenes Comunistas (UJC) de Cuba; y su presidente Luis Hidalgo, de la Unión de Juventudes Comunistas de España (UJCE). Sus tres vicepresidentes son el libanés Adnan Mokdad, el namibio Naftali Kambungu y el nepalí Sundar Bhusal.
Cuando se desarticuló la URSS y el llamado Bloque del Este entre 1989 y 1992, la FMJD entró en crisis. Aparecieron discusiones y conflictos internos sobre el carácter de la organización a causa del vacío de poder creado por la desaparición de su miembro más importante, el Komsomol soviético. Algunos pugnaron por una estructura más apolítica, mientras que otros se mostraban a favor de una organización abiertamente de izquierdas. La FMJD pudo, sin embargo, sobrevivir a la crisis y es hoy en día una organización juvenil activa que realiza actividades regulares.
La sede mundial de la organización está ubicada en Budapest, la capital de Hungría. El principal evento organizado por la FMJD es el Festival Mundial de la Juventud y los Estudiantes, cuya última edición tuvo lugar en la ciudad de Sochi, en Rusia, país que acogió el festival con motivo del primer centenario de la Revolución Bolchevique de 1917.

## Origen de la FMJD
El 10 de noviembre de 1945, poco después del final de la Segunda Guerra Mundial, la Conferencia Mundial Juvenil finalizó sus sesiones en Londres. Esta Conferencia, convocada por la iniciativa del Consejo Mundial de Juventud, que se fundó durante la Segunda Guerra Mundial por la juventud de los países aliados, reunió por primera vez en la historia del movimiento internacional juvenil a representantes de más de 30 millones de jóvenes de diferentes tendencias políticas y religiosas procedentes de 63 países diferentes.
La Conferencia Mundial Juvenil fundó la FMJD. Esta adoptó un compromiso por la paz y la Constitución de la FMJD.

## Decreto de Constitución de la FMJD
“Nosotros, la juventud del mundo, reunida en la Conferencia Mundial convocados por el Consejo Mundial de Juventud celebrado en Londres, siguiendo la guerra victoriosa llevada a cabo por las Naciones Unidas en contra de la agresión fascista, por medio de la presente deja constituida la Federación Mundial de la Juventud Democrática el 10 de noviembre de 1945.

La FMJD se compromete a llevar a efecto la política definida en esta y futuras conferencias, y es la organización de la juventud unida en su determinación de trabajar por la paz, la libertad, la democracia, la independencia y la igualdad en cualquier lugar del mundo. La FMJD deberá considerar su trabajo como una contribución al trabajo de las Naciones Unidas y como la vía más cierta para facilitar la protección de los derechos e intereses de la juventud y la felicidad y bienestar de las futuras generaciones”.

## Miembros de la FMJD

### Miembros activos
La siguiente es una lista de las organizaciones que a 2017 forman parte de la Federación Mundial de la Juventud Democrática.

#### África
| País                            | Juventud                                             | Partido                                                   |
| ------------------------------- | ---------------------------------------------------- | --------------------------------------------------------- |
| Angola                          | Juventudes del MPLA                                  | Movimiento Popular para la Liberación de Angola           |
| Argelia                         | Unión de la Juventud Argelina                        | Frente de Liberación Nacional                             |
| Argelia                         | Unión Nacional de Estudiantes Argelinos              | Frente de Liberación Nacional                             |
| Egipto                          | Unión de la Juventud Progresista de Egipto           | Partido Nacional Unionista Progresista                    |
| Eritrea                         | Unión Nacional de la Juventud y los Estudiantes      | Ninguno                                                   |
| Etiopía                         | Liga de la Juventud Etíope                           | Ninguno                                                   |
| Ghana                           | Liga Democrática Juvenil de Ghana                    | Ninguno                                                   |
| Ghana                           | Comando de la Juventud Africana                      | Ninguno                                                   |
| Libia                           | Organización Nacional de la Juventud de Libia        | Ninguno                                                   |
| Marruecos                       | Juventud del Partido Istiqlal                        | Partido Istiqlal                                          |
| Marruecos                       | Juventud de la USFP                                  | Unión Socialista de Fuerzas Populares                     |
| Marruecos                       | Juventud Socialista de Marruecos                     | Partido del Progreso y el Socialismo                      |
| Mozambique                      | Organización de la Juventud Mozambiqueña             | Frente de Liberación de Mozambique                        |
| Namibia                         | Liga Juvenil de la SWAPO                             | Organización del Pueblo de África del Sudoeste            |
| República Democrática del Congo | Liga Juvenil del PPRD                                | Partido del Pueblo para la Reconstrucción y la Democracia |
| Sahara Occidental               | Unión de la Juventud de Saguia el Hamra y Río de Oro | Frente Polisario                                          |
| Senegal                         | Movimiento de la Juventud Democrática                | Liga Democrática-Movimiento para el Partido del Trabajo   |
| Senegal                         | UJDAN                                                | Partido de la Independencia y el Trabajo                  |
| Senegal                         | Unión Democrática de la Juventud "Alboury Ndiaye"    | Partido de la Independencia y el Trabajo                  |
| Sudáfrica                       | Liga Juvenil del ANC                                 | Congreso Nacional Africano                                |
| Sudáfrica                       | Congreso Estudiantil Sudafricano                     | Ninguno                                                   |
| Sudáfrica                       | Liga Juvenil Comunista de Sudáfrica                  | Partido Comunista Sudafricano                             |
| Sudán                           | Unión de la Juventud Sudanesa                        | Partido Comunista de Sudán                                |
| Tanzania                        | Umoja Wa Vijana                                      | Partido de la Revolución (Tanzania)                       |
| Zambia                          | Liga Juvenil del UNIP                                | Partido Unido de la Independencia Nacional                |
| Zimbabue                        | Liga Juvenil del ZANU-PF                             | Unión Nacional Africana de Zimbabue - Frente Patriótico   |

#### América Latina y el Caribe
| País        | Juventud                                              | Partido                                            |
| ----------- | ----------------------------------------------------- | -------------------------------------------------- |
| Argentina   | Federación Juvenil Comunista de la Argentina          | Partido Comunista de la Argentina                  |
| Barbados    | Liga de la Juventud Progresista de Barbados           | Ninguno                                            |
| Bolivia     | Juventud Comunista de Bolivia                         | Partido Comunista de Bolivia                       |
| Brasil      | Juventud Revolucionaria "8 de Octubre"                | Movimiento Revolucionario "8 de Octubre"           |
| Brasil      | Juventud del PDT                                      | Partido Democrático Laborista                      |
| Brasil      | Juventud del PMDB                                     | Partido del Movimiento Democrático Brasileño       |
| Brasil      | Juventud Comunista "Avanzando"                        | Polo Comunista "Luiz Carlos Prestes"               |
| Brasil      | Unión de la Juventud Comunista                        | Partido Comunista Brasileño                        |
| Brasil      | Unión de la Juventud Socialista                       | Partido Comunista de Brasil                        |
| Brasil      | Juventud Socialista Brasileña                         | Partido Socialista Brasileño                       |
| Chile       | Juventudes Comunistas de Chile                        | Partido Comunista de Chile                         |
| Colombia    | Juventud Rebelde Colombia                             | Ninguno                                            |
| Colombia    | Juventud Comunista Colombiana                         | Partido Comunista Colombiano                       |
| Cuba        | Unión de Jóvenes Comunistas                           | Partido Comunista de Cuba                          |
| Ecuador     | Juventud Comunista del Ecuador                        | Partido Comunista del Ecuador                      |
| Ecuador     | Federación de Estudiantes Universitarios del Ecuador  | Partido Comunista Marxista Leninista del Ecuador   |
| Ecuador     | Juventud Socialista Ecuatoriana                       | Partido Socialista Ecuatoriano                     |
| El Salvador | Juventud del FMLN                                     | Frente Farabundo Martí para la Liberación Nacional |
| Granada     | Movimiento Juvenil "Maurice Bishop"                   | Ninguno                                            |
| Guatemala   | Juventud de la URNG                                   | Unión Revolucionaria Nacional Guatemalteca         |
| Guyana      | Movimiento de la Juventud y los Estudiantes de Guyana | Ninguno                                            |
| Guyana      | Movimiento Juvenil "Walter Rodney"                    | Ninguno                                            |
| México      | Federación de Jóvenes Comunistas                      | Partido Comunista de México                        |
| México      | Juventud Comunista de México                          | Partido de los Comunistas                          |
| México      | Jóvenes Por el Socialismo                             | Partido Popular Socialista de México               |
| Nicaragua   | Juventud Sandinista                                   | Frente Sandinista de Liberación Nacional           |
| Paraguay    | Juventud Comunista Paraguaya                          | Partido Comunista Paraguayo                        |
| Perú        | Juventud Comunista Peruana                            | Partido Comunista Peruano                          |
| Uruguay     | Unión de la Juventud Comunista                        | Partido Comunista de Uruguay                       |
| Venezuela   | Juventud Comunista de Venezuela                       | Partido Comunista de Venezuela                     |
| Venezuela   | Juventud del PSUV                                     | Partido Socialista Unido de Venezuela              |

#### Asia y Oceanía
| País            | Juventud                                             | Partido                                                   |
| --------------- | ---------------------------------------------------- | --------------------------------------------------------- |
| Australia       | Resistencia: Alianza Joven Socialista                | Alianza Socialista                                        |
| Bangladés       | Unión de Estudiantes de Bangladés                    | Partido Comunista de Bangladés                            |
| Bangladés       | Unión de la Juventud de Bangladés                    | Partido Comunista de Bangladés                            |
| Birmania        | Frente Democrático de Todos los Estudiantes Birmanos | Ninguno                                                   |
| Birmania        | Liga de los Estudiantes de Toda Birmania             | Ninguno                                                   |
| Bután           | Juventud Democrática de Bután                        | Partido Nacional Democrático de Bután                     |
| Bután           | Unión de los Estudiantes de Bután                    | Ninguno                                                   |
| Corea del Norte | Liga de la Juventud Patriótica Socialista            | Partido del Trabajo de Corea                              |
| Corea del Sur   | Hanchongnyon                                         | Ninguno                                                   |
| Filipinas       | ANAKBAYAN                                            | Partido Comunista de las Filipinas                        |
| India           | Federación Estudiantil de Toda la India              | Partido Comunista de la India                             |
| India           | Federación Juvenil de Toda la India                  | Partido Comunista de la India                             |
| India           | Liga Juvenil de la India                             | Bloque de Avance de la India                              |
| Japón           | Liga de la Juventud Socialista de Japón              | Partido Socialista de Japón                               |
| Japón           | Liga Juvenil Coreana en Japón                        | Chongryon                                                 |
| Japón           | Liga de la Juventud Democrática de Japón             | Partido Comunista de Japón                                |
| Laos            | Unión de la Juventud Revolucionaria de Laos          | Partido Popular Revolucionario de Laos                    |
| Nepal           | Unión Nacional de Estudiantes Libres de Todo Nepal   | Partido Comunista de Nepal (Marxista-Leninista Unificado) |
| Nepal           | Federación Nacional de la Juventud Democrática       | Partido Comunista de Nepal (Marxista-Leninista Unificado) |
| Nepal           | Federación Nacional de Estudiantes de Nepal          | Partido Comunista de Nepal (Unido)                        |
| Nepal           | Federación Nacional de la Juventud de Nepal          | Partido Comunista de Nepal (Unido)                        |
| Pakistán        | Federación Democrática de Estudiantes                | Ninguno                                                   |
| Pakistán        | Organización Estudiantil "Pashthoonkhwa"             | Ninguno                                                   |
| Sri Lanka       | Federación Juvenil Comunista                         | Partido Comunista de Sri Lanka                            |
| Sri Lanka       | Unión de Estudiantes Socialistas                     | Janatha Vimikuthi Peramuna                                |
| Sri Lanka       | Unión de la Juventud Socialista                      | Janatha Vimikuthi Peramuna                                |
| Sri Lanka       | Federación de Ligas Juveniles de Ceilán              | Mahjana Eksath Peramuna                                   |
| Vietnam         | Unión de Jóvenes Comunistas Ho Chi Minh              | Partido Comunista de Vietnam                              |
| Vietnam         | Federación de Jóvenes de Vietnam                     | Ninguno                                                   |

#### Europa y América del Norte
| País            | Juventud                                                   | Partido                                                                  |
| --------------- | ---------------------------------------------------------- | ------------------------------------------------------------------------ |
| Alemania        | Juventud Libre Alemana                                     | Ninguno (Hasta 1990, rama juvenil del SED)                               |
| Alemania        | Juventud Obrera Socialista Alemana                         | Partido Comunista Alemán                                                 |
| Armenia         | Liga Juvenil Comunista de Armenia                          | Partido Comunista Armenio                                                |
| Austria         | Juventud Comunista de Austria                              | Partido Comunista de Austria                                             |
| Azerbaiyán      | Liga Juvenil Comunista de Azerbaiyán                       | Partido Comunista de Azerbaiyán                                          |
| Bélgica         | Movimiento de Jóvenes del PTB (COMAC)                      | Partido del Trabajo de Bélgica                                           |
| Bulgaria        | Unión de la Juventud Socialista Búlgara                    | Partido Socialista Búlgaro                                               |
| Canadá          | Liga Juvenil Comunista de Canadá                           | Partido Comunista de Canadá                                              |
| Chipre          | Organización Juvenil Democrática Unida                     | Partido Progresista del Pueblo Obrero                                    |
| Dinamarca       | Jóvenes Comunistas                                         | Partido Comunista en Dinamarca Partido Comunista de Dinamarca            |
| Eslovaquia      | Unión de la Juventud Socialista Eslovaca                   | Partido Comunista de Eslovaquia                                          |
| España          | Unión de Juventudes Comunistas de España                   | Partido Comunista de España                                              |
| España          | Colectivos de Jóvenes Comunistas                           | Partido Comunista de los Trabajadores de España (2019)                   |
| España          | Juventud Comunista de Cataluña                             | Comunistas de Cataluña                                                   |
| Estados Unidos  | Jóvenes Socialistas                                        | Partido Socialista de los Trabajadores                                   |
| Finlandia       | Liga Juvenil Comunista de Finlandia                        | Partido Comunista de Finlandia (Unidad)                                  |
| Francia         | Movimiento de Jóvenes Comunistas de Francia                | Partido Comunista Francés                                                |
| Georgia         | Liga Juvenil Comunista de Georgia                          | Partido Comunista Unificado de Georgia                                   |
| Grecia          | Juventud Comunista de Grecia                               | Partido Comunista de Grecia                                              |
| Hungría         | Frente Balodali                                            | Partido Obrero Húngaro                                                   |
| Irlanda         | Movimiento Juvenil "Connolly"                              | Partido Comunista de Irlanda                                             |
| Irlanda         | Juventud del Partido de los Trabajadores                   | Partido de los Trabajadores de Irlanda                                   |
| Italia          | Frente de la Juventud Comunista                            | Frente Comunista                                                         |
| Italia          | Jóvenes Comunistas                                         | Partido de la Refundación Comunista                                      |
| Noruega         | Juventud Comunista de Noruega                              | Partido Comunista de Noruega                                             |
| Noruega         | Liga Juvenil Comunista de Noruega                          | Ninguno                                                                  |
| Portugal        | Juventud Comunista Portuguesa                              | Partido Comunista Portugués                                              |
| Reino Unido     | Liga Juvenil Comunista                                     | Partido Comunista Británico                                              |
| Reino Unido     | Jóvenes Socialistas                                        | Liga Comunista                                                           |
| República Checa | Unión Comunista de la Juventud                             | Partido Comunista de Bohemia y Moravia                                   |
| Rusia           | Liga Leninista de Jóvenes Comunistas de la Federación Rusa | Partido Comunista de la Federación Rusa                                  |
| Rusia           | Liga de la Juventud Comunista Revolucionaria (Bolchevique) | Partido Comunista Obrero Ruso - Partido Revolucionario de los Comunistas |
| Rusia           | Liga de la Juventud Comunista de Rusia                     | Ninguno                                                                  |
| Serbia          | Liga de la Juventud Comunista Yugoslava                    | Nuevo Partido Comunista de Yugoslavia                                    |
| Suecia          | Unión de la Juventud Comunista de Suecia                   | Partido Comunista de Suecia (1995)                                       |

#### Oriente Medio
| País      | Juventud                                                   | Partido                                            |
| --------- | ---------------------------------------------------------- | -------------------------------------------------- |
| Baréin    | Sociedad Shabeeba de Baréin                                | Tribuna Democrática Progresista                    |
| Irak      | Federación de la Juventud Democrática Iraquí               | Partido Comunista Iraquí                           |
| Irak      | Unión General de Estudiantes de la República de Irak       | Ninguno                                            |
| Irán      | Juventud Trabajadora de Irán (Tudeh)                       | Partido del Trabajo de Irán (Tudeh)                |
| Israel    | Liga Juvenil Comunista de Israel                           | Partido Comunista Israelí                          |
| Kuwait    | Foro de la Juventud Democrática                            | Movimiento Progresista de Kuwait                   |
| Líbano    | Unión de la Juventud Democrática Libanesa                  | Partido Comunista Libanés                          |
| Palestina | Unión General de Estudiantes Palestinos                    | Ninguno                                            |
| Palestina | Unión Democrática Juvenil Palestina                        | Frente Democrático para la Liberación de Palestina |
| Siria     | Unión de la Juventud Revolucionaria                        | Partido Baaz Árabe Socialista                      |
| Siria     | Unión de la Juventud Democrática de Siria (Khaled Bakdash) | Partido Comunista Sirio (Bakdash)                  |
| Siria     | Unión Juvenil Democrática Siria                            | Partido Comunista Sirio (Unificado)                |

### Observadores
| País         | Juventud                                         | Partido                                     |
| ------------ | ------------------------------------------------ | ------------------------------------------- |
| Francia      | Jóvenes por el Renacimiento Comunista en Francia | Polo de Renacimiento Comunista en Francia   |
| Luxemburgo   | Juventud Comunista de Luxemburgo                 | Partido Comunista de Luxemburgo             |
| Países Bajos | Movimiento Juvenil Comunista                     | Nuevo Partido Comunista de los Países Bajos |
| Suecia       | Juventud Comunista Revolucionaria                | Partido Comunista (Suecia)                  |

### Antiguos miembros
| País                         | Juventud                                                         | Partido                                        |
| ---------------------------- | ---------------------------------------------------------------- | ---------------------------------------------- |
| Afganistán                   | Organización Juvenil Democrática de Afganistán                   | Partido Democrático Popular de Afganistán      |
| Albania                      | Unión de Jóvenes Trabajadores de Albania                         | Partido del Trabajo de Albania                 |
| Alemania Occidental          | Asociación Juvenil Socialista "Karl Liebknecht"                  | Partido Socialista Unificado de Berlín Oeste   |
| Alemania Oriental            | Juventud Libre Alemana                                           | Partido Socialista Unificado de Alemania       |
| Argentina                    | Juventud Intransigente Argentina                                 | Partido Intransigente                          |
| Argentina                    | Juventud Socialista Auténtica                                    | Partido Socialista Auténtico                   |
| Australia                    | Liga Juvenil "Eureka"                                            | Partido Comunista de Australia                 |
| Bélgica                      | Graffiti Jeugendsdienst                                          | Ninguno                                        |
| Bélgica                      | Juventud Comunista de Bélgica                                    | Partido Comunista de Bélgica                   |
| Bolivia                      | Confederación Universitaria Boliviana                            | Ninguno                                        |
| Brasil                       | Juventud del PCB                                                 | Partido Comunista Brasileño                    |
| Bulgaria                     | Unión de la Juventud Comunista "Dimitrov"                        | Partido Comunista Búlgaro                      |
| Camboya                      | Unión Popular de la Juventud Revolucionaria de Kampuchea         | Partido Popular de Camboya                     |
| Checoslovaquia               | Juventud Comunista Checoslovaca                                  | Partido Comunista de Checoslovaquia            |
| Chile                        | Juventud de la Izquierda Cristiana                               | Izquierda Cristiana                            |
| Chile                        | Juventud del MIR                                                 | Movimiento de Izquierda Revolucionaria         |
| Chile                        | Juventud Rebelde "Miguel Enríquez"                               | Movimiento de Izquierda Revolucionaria         |
| Chile                        | Juventud Socialista de Chile                                     | Partido Socialista de Chile                    |
| China                        | Liga de la Juventud Comunista de China                           | Partido Comunista de China                     |
| Colombia                     | Federación Juvenil Obrera                                        | Ninguno                                        |
| Colombia                     | Juventud de la Alianza Nacional Popular                          | Alianza Nacional Popular                       |
| Colombia                     | Juventud del Poder Popular                                       | Ninguno                                        |
| Colombia                     | Unión Nacional de Estudiantes de Secundaria                      | Ninguno                                        |
| Colombia                     | Unión de Jóvenes Patriotas                                       | Ninguno                                        |
| Costa Rica                   | Juventud del Pueblo Costarricense                                | Partido del Pueblo Costarricense               |
| Costa Rica                   | Juventudes Patrióticas                                           | Ninguno                                        |
| Costa Rica                   | Juventud Vanguardista Costarriquense                             | Vanguardia Popular                             |
| Ecuador                      | Departamento Juvenil de la Central de Trabajadores del Ecuador   | Central de Trabajadores del Ecuador            |
| Ecuador                      | Juventud Comunista del Ecuador                                   | Partido Comunista del Ecuador                  |
| El Salvador                  | Asociación General de Estudiantes Universitarios de El Salvador  | Ninguno                                        |
| España                       | CJC-Joventut Comunista                                           | Partido de los Comunistas de Cataluña          |
| Estados Unidos               | Liga Juvenil Comunista de los Estados Unidos                     | Partido Comunista de los Estados Unidos        |
| Finlandia                    | Liga de la Juventud Democrática de Finlandia                     | Partido Comunista de Finlandia                 |
| Finlandia                    | Unión Democrática de Pioneros Finlandeses                        | Partido Comunista de Finlandia                 |
| Francia                      | Unión Nacional de Estudiantes de Francia-Solidaridad Estudiantil | Ninguno                                        |
| Grecia                       | Juventud Comunista Griega (Interior)                             | Partido Comunista de Grecia (Interior)         |
| Guadalupe                    | Unión de la Juventud Comunista de Guadalupe                      | Partido Comunista de Guadalupe                 |
| Guatemala                    | Juventud Patriótica del Trabajo                                  | Partido Guatemalteco del Trabajo               |
| Guyana                       | Movimiento Socialista Juvenil                                    | Partido Socialista de Guyana                   |
| Haití                        | Juventud Comunista de Haití                                      | Partido Comunista de Haití                     |
| Honduras                     | Federación de la Juventud Comunista                              | Partido Comunista de Honduras                  |
| Hungría                      | Liga de la Juventud Comunista Húngara                            | Partido Socialista Obrero Húngaro              |
| Islandia                     | Liga Juvenil Comunista Revolucionaria                            | Partido Comunista de Islandia                  |
| Islas Feroe                  | Juventud Socialista Feroesa                                      | Socialistas Feroeses                           |
| Indonesia                    | Juventud Popular                                                 | Partido Comunista de Indonesia                 |
| Italia                       | Federación Juvenil Comunista Italiana                            | Partido Comunista de Italia                    |
| Italia                       | Federación Juvenil de los Comunistas Italianos                   | Partido de los Comunistas Italianos            |
| Jamaica                      | Liga Juvenil Comunista del Partido de los Trabajadores           | Partido de los Trabajadores de Jamaica         |
| Luxemburgo                   | Juventud Comunista Luxemburguesa                                 | Partido Comunista de Luxemburgo                |
| Martinica                    | Unión de la Juventud Comunista de Martinica                      | Partido Comunista de Martinica                 |
| México                       | Frente Juvenil Revolucionario de México                          | Partido Revolucionario Institucional           |
| Mongolia                     | Liga Juvenil Revolucionaria de Mongolia                          | Partido Revolucionario del Pueblo Mongol       |
| Nicaragua                    | Juventud Sandinista "19 de Julio"                                | Frente Sandinista de Liberación Nacional       |
| Países Bajos                 | Liga General de la Juventud Neerlandesa                          | Partido Comunista de los Países Bajos          |
| Panamá                       | Juventud del PRD                                                 | Partido Revolucionario Democrático             |
| Panamá                       | Juventud Popular Revolucionaria                                  | Partido Popular Revolucionario                 |
| Paraguay                     | Federación Juvenil Comunista de Paraguay                         | Partido Comunista Paraguayo                    |
| Perú                         | Sección Juvenil de la CGTP                                       | Confederación General de Trabajadores del Perú |
| Polonia                      | Juventud Obrera Unificada Polaca                                 | Partido Obrero Unificado Polaco                |
| Puerto Rico                  | Federación Universitaria para la Independencia                   | Ninguno                                        |
| Puerto Rico                  | Juventud Comunista de Puerto Rico                                | Partido Comunista de Puerto Rico               |
| Puerto Rico                  | Juventud Socialista de Puerto Rico                               | Frente Socialista                              |
| RP del Congo                 | Unión de la Juventud Congoleña                                   | Movimiento Nacional de la Revolución           |
| República Dominicana         | Juventud Revolucionaria Dominicana                               | Partido Revolucionario Dominicano              |
| República Dominicana         | Unión Democrática "Orlando Martínez"                             | Ninguno                                        |
| San Marino                   | Federación Juvenil Comunista de San Marino                       | Partido Comunista de San Marino                |
| San Vicente y las Granadinas | Organización Juvenil de Vanguardia                               | Ninguno                                        |
| Sri Lanka                    | Congreso de las Ligas Juveniles de Sama Samaja                   | Sama Samaja                                    |
| Sri Lanka                    | Federación de la Juventud Comunista y Progresista                | Partido Comunista de Sri Lanka                 |
| Suecia                       | Ung Vänster                                                      | Partido Comunista de Suecia                    |
| Suiza                        | Juventud Comunista Suiza                                         | Partido Comunista de Suiza                     |
| Surinam                      | Movimiento Juvenil Nacional                                      | Ninguno                                        |
| Túnez                        | Juventud Destouriana                                             | Ninguno                                        |
| Turquía                      | Asociación Juvenil Progresista                                   | Partido Comunista de Turquía                   |
| Unión Soviética              | Comité de Organizaciones Juveniles de la URSS                    | Partido Comunista de la Unión Soviética        |
| Unión Soviética              | Komsomol                                                         | Partido Comunista de la Unión Soviética        |
| Uruguay                      | Juventud Socialista del Uruguay                                  | Partido Socialista del Uruguay                 |
| Venezuela                    | Juventud Comunista de Venezuela                                  | Partido Comunista de Venezuela                 |
| Venezuela                    | Juventud Socialista-MEP                                          | Movimiento Electoral del Pueblo                |